# 漢斯·希特
揚·哈努什·希特（1850年9月21日—1922年3月10日），德語稱漢斯·希特（Hans Sitt），是出身波希米亞地區的小提琴家、中提琴家、作曲家與教師。希特生前已經是著名的小提琴教學者，當時在歐洲、北美許多樂團和學院的演奏員以及重要人物，都是他的門生。

## 生平
希特是布拉格製琴師安東·齊特（Anton Szytt）之子，天分早慧，不過雙親並沒有將他做為「神童」（wunderkind）來養育。少年時期希特過著堪稱平凡的生活，在地區高中接受一般教育，直到進入布拉格音樂院為止。在學院他向Moritz Mildner以及Antonin Bennewitz學習小提琴，同時向Josef Krejci以及Johann Friedrich Kittl學習作曲。希特曾短暫地從事獨奏，1867年（17歲）時成為布雷斯勞歌劇院的樂團首席。1873年至1880年間則在开姆尼茨任職。此外，希特也在法國、奧地利和德國一些樂團從事指揮工作。
1884年至1921年間，希特是萊比錫音樂院的夏季小提琴教授，期間寫作了幾本小提琴和中提琴的教程，當中部分流傳到今日。1885年至1903年間，擔任萊比錫巴赫協會（Bach-Verein Leipzig）的指揮。希特自1883年起在布羅茨基弦樂四重奏團擔任中提琴，至1895年止。該團的其他團員則是Hugo Becker（小提琴）、Julius Klengel（大提琴）以及創始人阿道夫·布羅茨基（小提琴）。
除教學外，希特也是一位作曲家，有六首協奏曲以及各種樂器的奏鳴曲等作品。他在室內樂的創作較少，現僅餘二首鋼琴三重奏（作於八〇年代）。將葛利格的雙鋼琴作品《挪威之舞》（作品35，1881年）改編為管弦樂的版本，則是希特相對出名的作品。在希特的門生方面，作曲家Franco Alfano、Pablo Sorozabal、Frederick Delius，以及指揮家Vaclav Talich都是他的學生。 

## 作品節選

### 室內樂
- G大调第1號钢琴三重奏，作品63之1
- B♭大调第2號钢琴三重奏，作品63之2

### 管弦樂
- 为管弦乐队而作的夜曲与谐谑曲，作品6
- E小调嘉禾舞曲，作品15，1884年
- 節慶進行曲，作品54，1895年

協奏曲
- F大调夜曲，为小提琴和管弦乐队，1882年
- D小调第1號小提琴协奏曲，作品11，1884年
- A小调第2號小提琴协奏曲，作品21，1884年
- A小调小协奏曲，作品28，1888年
- A大调第1号波兰舞曲，作品29
- E 小调小协奏曲，作品31，1889年
- A小调第1號大提琴协奏曲，作品34，1890年
- D小调第1號大提琴协奏曲，作品38，1891年
- G小调中提琴音樂會小品，1899年
- D小调小协奏曲，作品65，1896年
- A小调中提琴协奏曲，作品68，1900年
- D小调第3號小提琴协奏曲，作品111，1912年

## 個人生活
希特的哥哥安東（Anton）是一名小提琴家，擔任赫爾辛基管弦樂協會的樂團首席，首演了許多西贝柳斯的作品。

## 外部連結
- 互联网档案馆中漢斯·希特的作品或与之相关的作品
- Hans Sitt Piano Trio No.1 （页面存档备份，存于） Soundbites & Information.
- Hans Sitt Piano Trio No.2 （页面存档备份，存于） Soundbite & Information.
- 漢斯·希特的免费乐谱，由国际乐谱典藏计划提供
- 漢斯·希特的樂譜，来自乌托邦计划